# فراپارینه‌سنگی

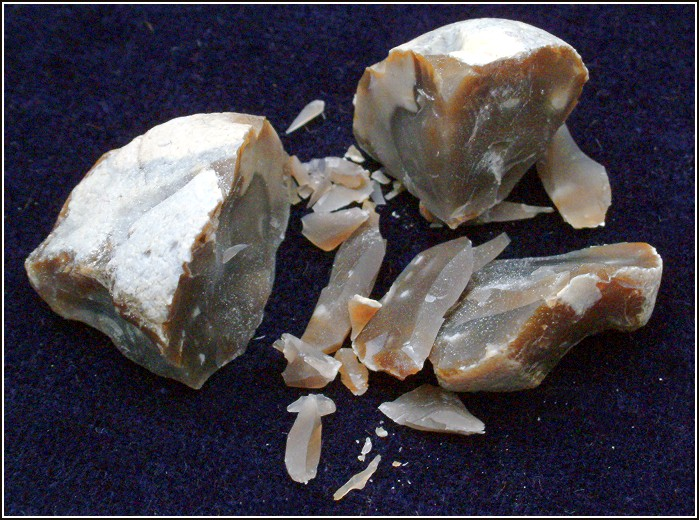
سنگ چخماق

فراپارینه‌سنگی (به انگلیسی: Epipaleolithic) آخرین مرحله در پیشرفت صنایع پارینه‌سنگی زبرین است که در پایان آخرین عصر یخ‌بندان پدید آمد و ادامهٔ فرهنگ‌های پارینه‌سنگی پس از آخرین عصر یخ‌بندان، درست پیش از آغاز دوران نوسنگی (حدود ۲۰ تا ۱۰هزار سال پیش) بود.
به فرهنگی باستان‌شناختی از بقایای صنایع پارینه‌سنگی جدید که در مرحلهٔ پایانی آخرین دورهٔ یخ‌بندان در خاور نزدیک ظاهر شده است فرهنگ فراپارینه‌سنگی گفته می‌شود.
در رژیم غذایی دوره فراپارینه‌سنگی شاهد اضافه شدن حیوانات کوچک به فهرست غذایی انسان‌ها هستیم. در واقع یکی از نظراتی که دربارهٔ ظهور دوره فراپارینه سنگی و پس از آن نوسنگی وجود دارد این است که در پایان عصر یخبندان در ۱۲۰۰۰ سال قبل به دلیل عقب‌نشینی یخبندان‌ها به سمت شمال کره زمین حیوانات عظیم‌الجثه در منطقه خاور نزدیک از بین رفتند و از رژیم غذایی انسان‌ها حذف شدند، در نتیجه انسان‌ها به شکار حیوانات کوچک‌تر و گردآوری غلات وحشی و ماهیگیری روی آوردند. این تغییر در رژیم غذایی مهم‌ترین عامل تغییرات بعدی است که منجر به دوره فراپارینه‌سنگی و نهایتاً نوسنگی شد.